# Why Don't We
Why Don't We (generalment abreviat com WDW) és una boy band estatunidenca que es va formar el 27 de setembre del 2016. La banda la formen cinc cantants: Daniel Seavey de Portland (Oregon), Jonah Marais de Stillwater (Minnesota), Corbyn Besson de Fairfax (Virgínia), Jack Avery de Susquehanna (Pennyslvania) i Zach Herron de Dallas (Texas), els quals abans de reunir-se ja havien començat la seva carrera musical com a solistes.

## Discografia

### Àlbums
- Only the Beginning (2016)
- A Why Don't We Christmas (2017)
- Why Don't We Just (2017)
- 8 letters (2018)[1]
- The good times and the bad ones (2021)

### EP
| Títol                    | Publicació       |
| ------------------------ | ---------------- |
| Only the Beginning       | 25 novembre 2016 |
| Something Different      | 21 abril 2017    |
| Why Don't We Just        | 2 juny 2017      |
| Invitation               | 26 setembre 2017 |
| A Why Don't We Christmas | 23 novembre 2017 |

### Senzills
| Títol                       | Any  | Àlbum                    |
| --------------------------- | ---- | ------------------------ |
| Taking you                  | 2016 | Only the Beginning       |
| Nobody Gotta Know           | 2016 | Only the Beginning       |
| Just to See You Smile       | 2016 | Only the Beginning       |
| Free                        | 2016 | Only the Beginning       |
| You and Me at Christmas     | 2016 | A Why Don't We Christmas |
| Something Different         | 2017 | Something Different      |
| Why Don't We Just           | 2017 | Why Don't We Just        |
| These Girls                 | 2017 | No pertanyen a cap àlbum |
| Trust Fund Baby             | 2018 | No pertanyen a cap àlbum |
| 8 Letters                   | 2018 | 8 Letters                |
| Talk                        | 2018 | 8 Letters                |
| Choose                      | 2018 | 8 Letters                |
| Big Plans                   | 2019 | 8 Letters                |
| Cold in LA                  | 2019 | 8 Letters                |
| I Don't Belong in this club | 2019 | 8 Letters                |
| Don't Change                | 2019 | 8 Letters                |
| Unbelievable                | 2019 | 8 Letters                |
| Come to Brazil              | 2019 | 8 Letters                |
| I Still do                  | 2019 | 8 Letters                |
| What am I                   | 2019 | 8 Letters                |
| Mad at You                  | 2019 | 8 Letters                |
| With you this Christmas     | 2019 | 8 Letters                |
| Chills                      | 2019 | 8 Letters                |
|                             |      |                          |

### Cançons com a participants
| Títol                                          | Any  |
| ---------------------------------------------- | ---- |
| Help Me Help You (Logan Paul ft. Why Don't We) | 2017 |
|                                                |      |

### Senzills promocionals
| Títol                                               | Any  |
| --------------------------------------------------- | ---- |
| The Fall of Jake Paul (Logan Paul ft. Why Don't We) | 2017 |